# مسجد خان (اصفهان)
مسجد خان اصفهان مربوط به دوره صفویه است و در اصفهان، خیابان احمد آباد، کوچه لت احمدآباد (کوچه مسجد خان) واقع شده و این اثر در تاریخ ۲۰ بهمن ۱۳۱۸ با شمارهٔ ثبت ۳۲۷ به‌عنوان یکی از آثار ملی ایران به ثبت رسیده‌است.